# Микрозелень

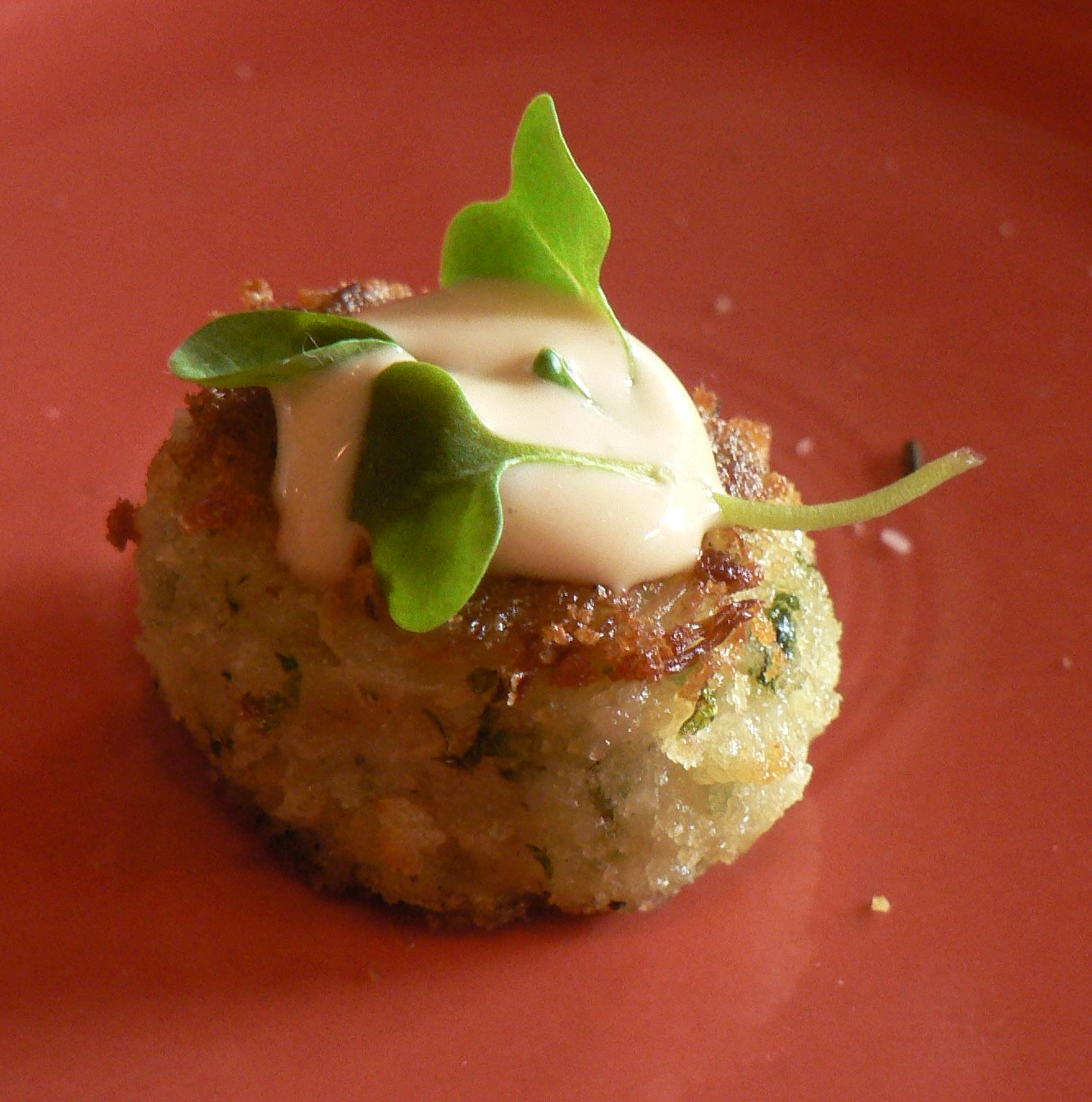
Рыбная котлета с гарниром из микрозелени

Микрозелень — молодые побеги растений, которые используются как в пищу, так и для украшения блюд. Её используют в салатах, супах, коктейлях, смузи, других напитках и блюдах. Из-за высокого содержания полезных веществ такая пища считается очень перспективной, а её потребление неуклонно растёт.

## Отличия микрозелени
Микрозеленью называются пророщенные растения в фазе листьев семядоли + 1-2 настоящих листа. Высота такого растения составляет около 5-15 см. Обычно от посева до сбора урожая проходит 5-12 дней.
Микрозелень следует отличать от проростков, которые обычно имеют только выпущенный корешок. Также её следует отличать от взрослой зелени.
В качестве микрозелени выращивают как традиционную зелень: салат, лук, бораго, укроп, петрушка, кинза и прочие пряные травы, так и растения, в качестве зелени используемые редко: редис, дайкон, свёкла, или не используемые вообще: злаки, амарант, подсолнечник, нут, капуста.

## История
Считается, что впервые микрозелень появилась в начале 1980-х в Сан-Франциско, где шеф-повара дорогих ресторанов стали добавлять её в свои блюда. К середине 1990-х мода распространилась по всей Южной Калифорнии. Изначально набор микрозелени был невелик: рукола, свёкла, кориандр, базилик,  кудрявая капуста и набор, называемый «радужная смесь» (англ. Rainbow mix). В настоящее время ассортимент насчитывает десятки различных культур.

## Выращивание

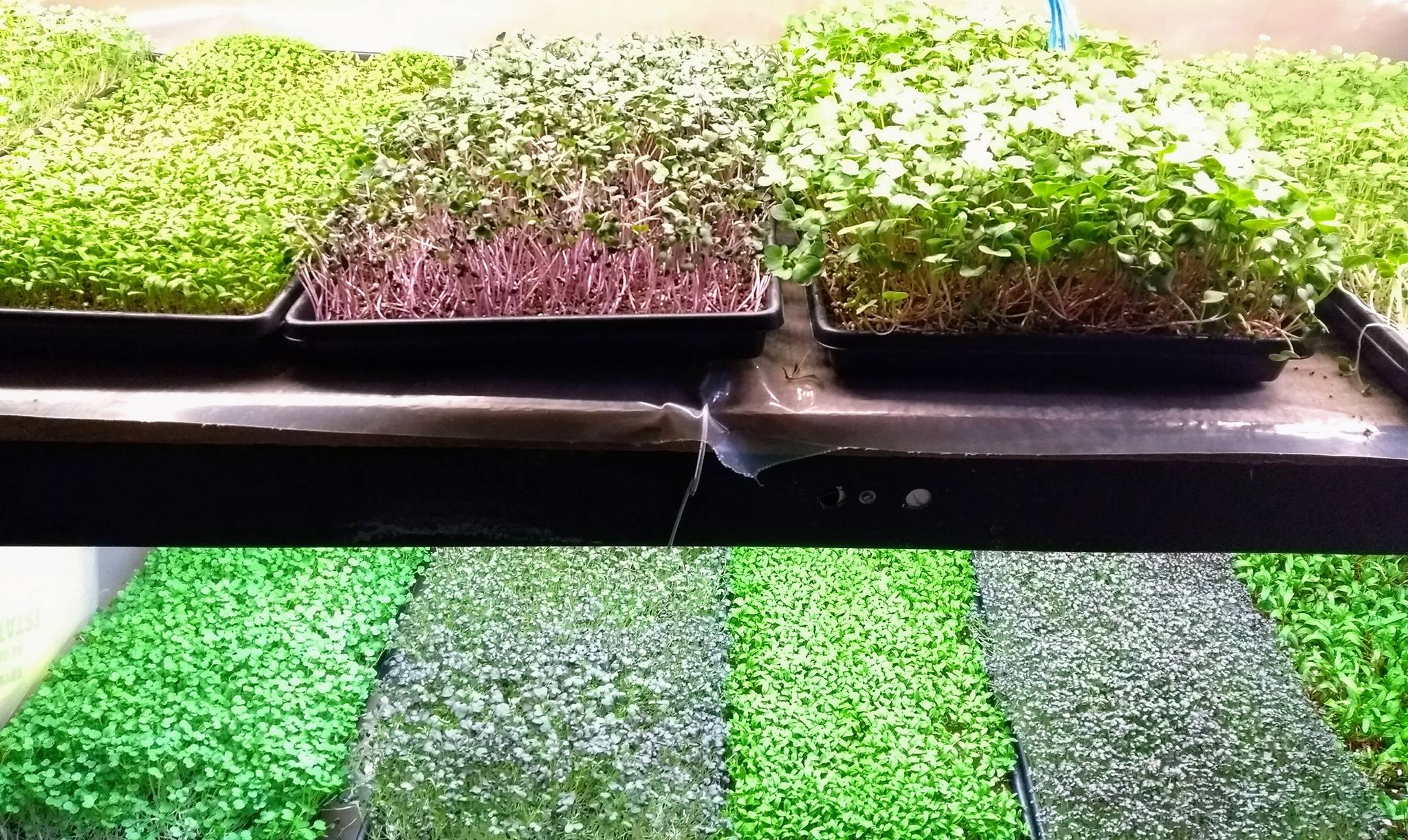
Ферма микрозелени

Выращивать микрозелень относительно легко. Многие небольшие хозяйства выросли, продавая свою зелень на фермерских рынках или в ресторанах. Мелкий пластиковый контейнер с дренажными отверстиями облегчит прорастание и дальнейший рост в небольших масштабах . Для выращивания микрозелени не обязательно требуется искусственное освещение, потому что она может расти при различных условиях освещения, в том числе при непрямом естественном свете, при специальном искусственном свете для растений или даже в полной темноте. Различные условия освещения могут изменить вкус выращиваемых микрозеленых растений. Например, микрозелень кукурузы будет сладкой при выращивании в темноте, либо горькой при воздействии света (в результате процессов фотосинтеза, происходящих в прорастающих растениях).
Растения семейства пасленовых, такие как картофель, помидоры, баклажаны и перец, не следует выращивать и употреблять как микрозелень, поскольку ростки пасленовых растений ядовиты. Они содержат такие токсичные вещества, как соланин и тропан, которые могут вызвать неблагоприятные симптомы в пищеварительной и нервной системах . Также стоит воздержаться от тыквенных (арбуз, огурец, дыня, тыква) — их проростки горькие.

## Преимущества и недостатки

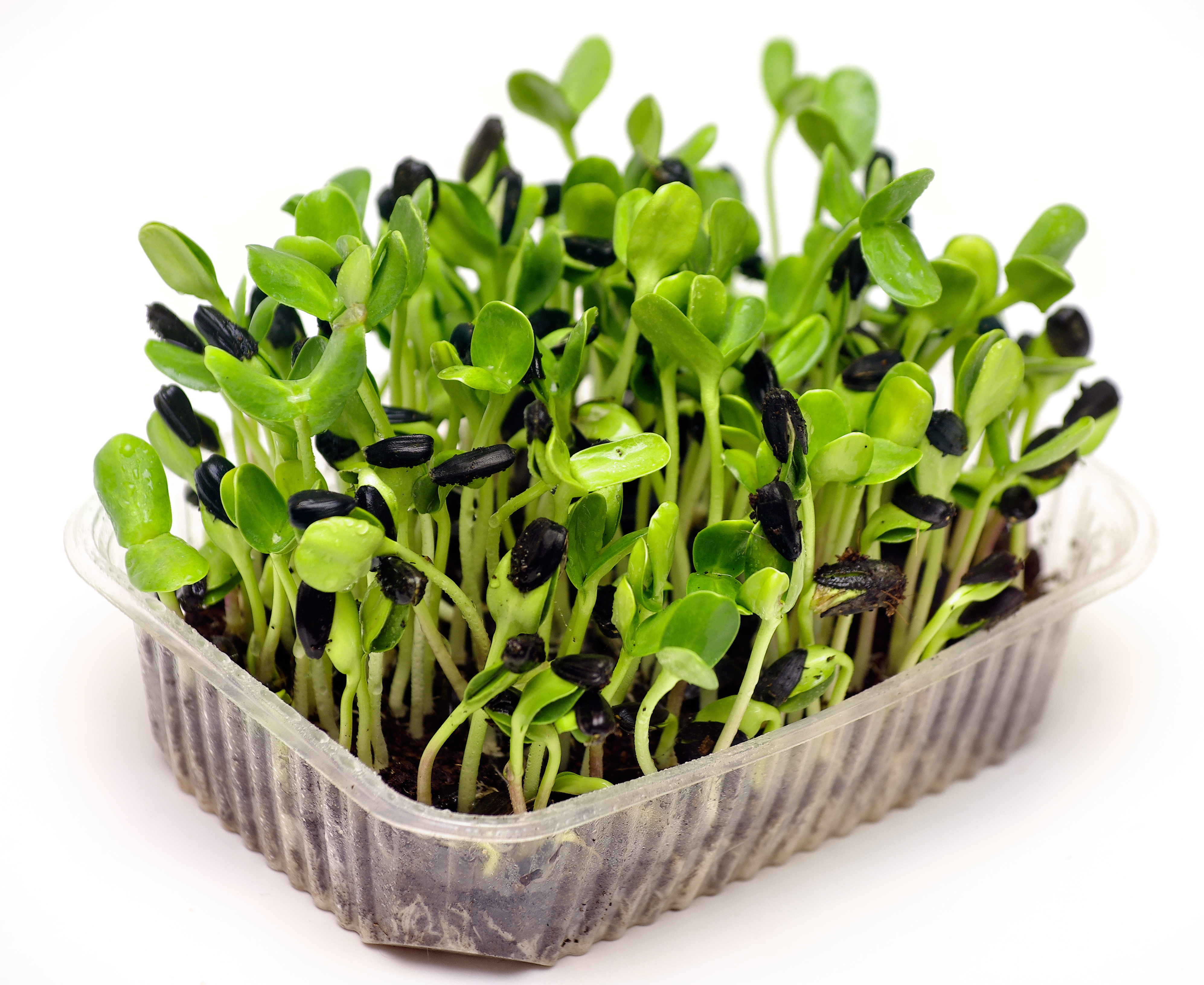
Микрозелень подсолнечника

Первым основным преимуществом микрозелени является нетребовательность к условиям производства: проращивание не требует много места, света и тепла. Заниматься выращиванием зелени можно даже на городской ферме в квартире, как для личных нужд, так и на продажу. Вторым преимуществом является быстрая оборачиваемость посевного материала и большинство болезней растений просто не успевают развиваться за время, проходящего от посева до сбора урожая.
Поскольку для проращивания микрозелени обычно нужно очень мало света, она растёт быстро, она может выращиваться там, где существует острая нехватка витаминов, например в условиях полярной ночи, Крайнего севера или Юга.
Основным недостатком является необходимость постоянной закупки семян, причём к семенам предъявляются высокие требования по чистоте: они не должны содержать токсичных следов протравки, пестицидов, гербицидов и так далее.

## Польза

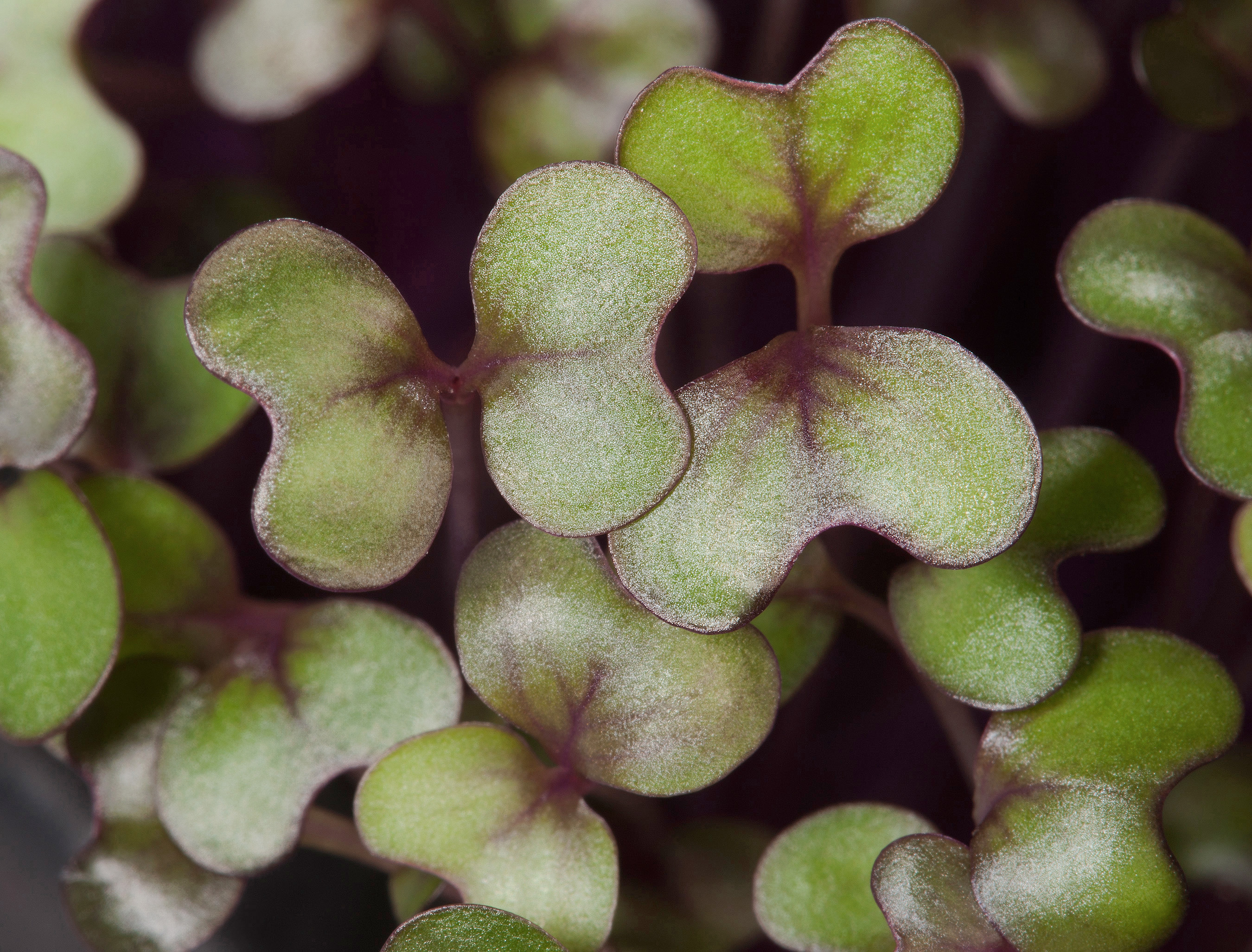
Микрозелень красной капусты, чемпиона по содержанию витамина C. На проращивание требуется всего 10 дней.

Во всех молодых растениях содержатся высокие дозы витаминов C, E, K, минералов и антиоксидантов, причём, как правило, в гораздо больших количествах, чем во взрослой зелени. Согласно исследованиям учёных США мыши, употреблявшие микрозелень капусты, имели более низкий уровень «плохого» холестерина, чем их сородичи, употреблявшие такую же капусту, только во взрослом виде.
|  | Среди 25 образцов микрозелени самые высокие концентрации витамина C, каротиноидов, витамина K и витамина E имели соответственно красная капуста, кинза, гранатовый амарант и зелёный дайкон. В целом, микрозелень содержала заметно большие уровни витаминов и каротиноидов, примерно в 5 раз выше, чем их взрослые экземпляры, демонстрируя то, что микрозелень, возможно, стоит стараться доставлять как можно свежей, учитывая время её короткой жизни. |

Ряд видов микрозелени содержат уникальные только для них вещества: так, микрозелень конопли содержит эдестин, который помогает укреплять иммунитет.